# Gorączka w mieście
Gorączka w mieście (ang. L.A. Heat, 1996-1999) – amerykański serial sensacyjny stworzony przez Josepha Merhi i Richarda Pepina. W Polsce serial emitowany był od 8 marca do 30 sierpnia 1998 r. na antenie Polsatu.

## Obsada

### Główni aktorzy
- Wolf Larson jako Chester „Chase” McDonald (wszystkie 48 odcinków)[1]
- Steven Williams jako detektyw August Brooks (48)
- Renee Tenison jako Kendra Brooks (48)
- Dawn Radenbaugh jako Jodi Miller (19)
- Kenneth Tigar jako kapitan Jensen (47)
- Christopher Boyer jako Cragmeyer (19)
- Clay Banks jako detektyw Sam Richardson (19)

### Pozostałe role
- Sugar Ray Leonard jako detektyw Benny Lewis (3)
- Jessica Cushman jako Annie Mason (13)
- Jessica Hopper jako dr Judith Sands (6)
- Debbie James jako dr Samantha Morecroft (8)
- Michael McFall jako detektyw Jack Lawson (6)
- Elena Sahagun jako oficer Susanne Stevens (6)
- Gary Hudson jako Bobby Cole (5)
- Allegra Curtis jako Lucy Velez (4)
- Sandra Dee Robinson jako detektyw Nicole Stockman (3)
- Michael White jako agent Shoenrock (3)
- Richard Keats jako dr Dean Abrams (3)
- Loralyn Peterson jako Teri (3)
- Leticia Robles jako Maria Vallejo (3)